# Puiseaux
Puiseaux és un municipi francès, situat al departament del Loiret i a la regió de Centre – Vall del Loira. L'any 2007 tenia 3.272 habitants.

## Demografia

### Població
El 2007 la població de fet de Puiseaux era de 3.272 persones. Hi havia 1.316 famílies, de les quals 372 eren unipersonals (148 homes vivint sols i 224 dones vivint soles), 420 parelles sense fills, 400 parelles amb fills i 124 famílies monoparentals amb fills.
La població ha evolucionat segons el següent gràfic:
Habitants censats

### Habitatges
El 2007 hi havia 1.535 habitatges, 1.323 eren l'habitatge principal de la família, 67 eren segones residències i 145 estaven desocupats. 1.233 eren cases i 299 eren apartaments. Dels 1.323 habitatges principals, 869 estaven ocupats pels seus propietaris, 432 estaven llogats i ocupats pels llogaters i 22 estaven cedits a títol gratuït; 20 tenien una cambra, 127 en tenien dues, 281 en tenien tres, 403 en tenien quatre i 492 en tenien cinc o més. 820 habitatges disposaven pel capbaix d'una plaça de pàrquing. A 648 habitatges hi havia un automòbil i a 533 n'hi havia dos o més.

### Piràmide de població
La piràmide de població per edats i sexe el 2009 era:
| Homes | Edats   | Dones |
| ----- | ------- | ----- |
| 8     | 95 o +  | 20    |
| 0     | 90 a 94 | 32    |
| 16    | 85 a 89 | 28    |
| 40    | 80 a 84 | 48    |
| 48    | 75 a 79 | 72    |
| 68    | 70 a 74 | 96    |
| 60    | 65 a 69 | 84    |
| 60    | 60 a 64 | 80    |
| 48    | 55 a 59 | 56    |
| 108   | 50 a 54 | 84    |
| 132   | 45 a 49 | 116   |
| 68    | 40 a 44 | 96    |
| 120   | 35 a 39 | 112   |
| 92    | 30 a 34 | 84    |
| 104   | 25 a 29 | 128   |
| 76    | 20 a 24 | 112   |
| 92    | 15 a 19 | 84    |
| 120   | 10 a 14 | 92    |
| 144   | 5 a 9   | 104   |
| 52    | 0 a 4   | 72    |

## Economia
El 2007 la població en edat de treballar era de 2.020 persones, 1.507 eren actives i 513 eren inactives. De les 1.507 persones actives 1.380 estaven ocupades (740 homes i 640 dones) i 127 estaven aturades (53 homes i 74 dones). De les 513 persones inactives 196 estaven jubilades, 166 estaven estudiant i 151 estaven classificades com a «altres inactius».

### Ingressos
El 2009 a Puiseaux hi havia 1.366 unitats fiscals que integraven 3.300,5 persones, la mediana anual d'ingressos fiscals per persona era de 18.350 €.

### Activitats econòmiques
Dels 184 establiments que hi havia el 2007, 1 era d'una empresa extractiva, 4 d'empreses alimentàries, 2 d'empreses de fabricació de material elèctric, 17 d'empreses de fabricació d'altres productes industrials, 18 d'empreses de construcció, 45 d'empreses de comerç i reparació d'automòbils, 10 d'empreses de transport, 9 d'empreses d'hostatgeria i restauració, 9 d'empreses financeres, 8 d'empreses immobiliàries, 20 d'empreses de serveis, 28 d'entitats de l'administració pública i 13 d'empreses classificades com a «altres activitats de serveis».
Dels 51 establiments de servei als particulars que hi havia el 2009, 1 era una gendarmeria, 1 oficina de correu, 4 oficines bancàries, 2 funeràries, 6 tallers de reparació d'automòbils i de material agrícola, 1 taller d'inspecció tècnica de vehicles, 1 autoescola, 3 paletes, 3 guixaires pintors, 3 fusteries, 5 lampisteries, 2 electricistes, 6 perruqueries, 1 veterinari, 5 restaurants, 5 agències immobiliàries, 1 tintoreria i 1 saló de bellesa.
Dels 17 establiments comercials que hi havia el 2009, 1 era un hipermercat, 2 botiges de menys de 120 m², 2 fleques, 1 una fleca, 1 una peixateria, 2 botigues de roba, 1 una botiga d'equipament de la llar, 1 una sabateria, 1 una botiga d'electrodomèstics, 2 botigues de material esportiu, 1 una botiga de material de revestiment de parets i terra i 2 floristeries.
L'any 2000 a Puiseaux hi havia 14 explotacions agrícoles que ocupaven un total de 1.070 hectàrees.

## Equipaments sanitaris i escolars
El 2009 hi havia 2 farmàcies i 1 ambulància.
El 2009 hi havia 1 escola maternal i 1 escola elemental. Puiseaux disposava d'un col·legi d'educació secundària amb 451 alumnes.

## Poblacions més properes
El següent diagrama mostra les poblacions més properes.